# Хуламское общество
Хуламское общество — квазигосударственное образование балкарцев, затем — административная единица Российской империи и РСФСР. 
Занимало левобережье и правобережье Черека Хуламо-Безенгийского, а также левобережье реки Нальчик. В разное время в него входили поселки и хутора Атабиевский, Белая Речка (Нальчик-Баши), Верхний Хулам, Герпегеж, Жабоево, Кара–Суу, Муллаевский, Нижний Хулам, Озен, Тотур, Усхур, Шакмановский.
Правящей династией Хуламского общества были Шакмановы. Исходя из деления Шакмановых на два ответвления (атаула) — Бийтуевых и Хатокжуковых — можно предположить, что Хуламское общество делилось на два феодальных удела. 
Хуламское общество в 1921 году вошло в Балкарский округ, но в меньшем составе: Карасу, Битировский, Усхур, Жабоево, Тотур, Озен, Хулам, остальные селения отошли к другим обществам. В 1939 году был образован Хуламо-Безенгиевский район, просуществовавший до 1944 года.